# Thônes
Thônes är en kommun i departementet Haute-Savoie i regionen Auvergne-Rhône-Alpes i sydöstra Frankrike. Kommunen ligger i kantonen Thônes som tillhör arrondissementet Annecy. År 2022 hade Thônes 6 654 invånare.

## Befolkningsutveckling
Antalet invånare i kommunen Thônes
| Referens: INSEE |